# Антропозофија
Антропозофија (од грч. ανθρωπος – човек и σοφια – мудрост) је религиозно-мистичко учење које је произашло из теозофије, које је 1912. основао Рудолф Штајнер са циљем да отворишироком спектру људи  методе саморазвоја и духовно знање уз помоћ људског мишљења. Аутор и следбеници доктрине су окарактерисани као „наука о духу“.
За разлику од теозофије, антропозофија се заснива на хришћанском мистицизму неортодоксне природе за Запад и европској идеалистичкој традицији. Антропозофија је такође била заснована на идејама и претпоставкама питагорејског и неоплатонистичког мистицизма, кабализма, веданте и немачке природне филозофије.
Антропозофија представља научно проучавање духовног света, које сагледава једностраност и једноставног природног знања и обичног мистицизма и које, пре него што покуша да продре у натчулни свет, прво развија у сазнајним душевним моћима које су неактивне у обична свест и обична наука; Они су ти који омогућавају такав продор.
Антропозофија је пут сазнања који тежи да духовно у човеку доведе до духовног у Универзуму. Она настаје у човеку као потреба срца и осећања. Она мора наћи своје оправдање у чињеници да је у стању да задовољи ову потребу. Антропозофију могу препознати само они који у њој налазе оно што траже од своје душе. Дакле, само они људи који, попут глади и жеђи, осећају виталну потребу да реше позната питања о суштини човека и Универзума, могу постати антропозофи.
Антропозофски оријентисана духовна наука не тражи заобилазнице, већ се обраћа људима на исти начин као што то чини савремена наука. Само у смислу ове науке духовна наука, да тако кажем, говори о томе шта Небо тренутно жели да открије људима. И ово се мора разумети. То је нешто што у први план ставља духовну науку као такву, а не друштвени живот; објективно га ставља у први план, а друштво постаје само његов носилац.
Светски центар Антропозофског покрета налази се у Швајцарској у близини Базела у месту Дорнах у згради која носи име по Гетеу – Гетеанум. Према Рудолфу Штајнеру, архитектура зграде треба да отелотвори Универзум. Приликом дораде одабране су врсте дрвета као за виолину, тако да су се осетиле вибрације свих уметности. У изградњи прве зграде Гетеанума учествовали су представници руске интелигенције Андреј Бели и Максимилијан Волошин.